# Deodorant

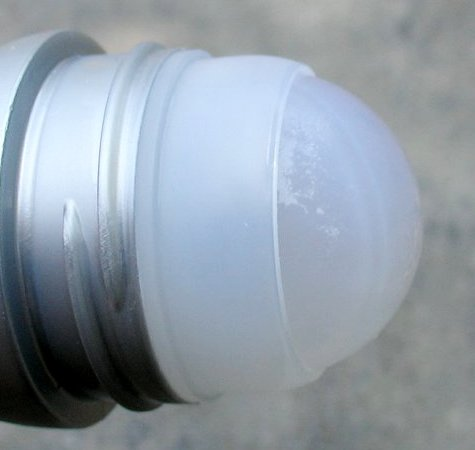
Detail kuličkového deodorantu / antiperspirantu

Deodorant je látka, která se aplikuje na tělo, zvláště do podpaží, hlavně k omezení tělesného pachu způsobovaného bakteriálním rozkladem potu. Podskupinou deodorantů jsou antiperspiranty, které navíc kromě vůně brání vzniku pachu snižováním produkce potu určitými částmi těla.

## Antiperspiranty
Nejčastější aktivní složkou bývají sloučeniny hliníku (např. aluminium chlorohydrát). V USA jsou podle FDA antiperspiranty klasifikovány jako léčivo. Někdy se v deodorantech používá pro antibiotické účinky i stříbro. Antiperspiranty se typicky aplikují do podpaží, některé se mohou používat také na nohy nebo jiné části těla, jsou-li ve formě spreje.

## Oblečení
Aluminium zirconium tetrachlorohydrex gly (označení podle INCI), běžný základ antiperspirantů, je příčinou "podpažních skvrn" na oblečení. Reaguje s potem za tvorby žlutých skvrn.

## Zdravotní rizika
Antiperspiranty obsahující sloučeniny hliníku a parabeny jsou podezřívány za zvýšené riziko rakoviny (prokázáno je jejich ukládání v těle, např. v prsech žen ). Nové typy antiperspirantů se proto vyrábějí bez těchto potenciálně škodlivých látek. Proto je mnohdy doporučováno používat místo antiperspirantů Deo krystal (Amonný kamenec), který je zdravotně neškodný a časem prověřený prostředek.

## Kultura
Různé kultury i jednotlivci se liší v pocitu, zda potřebují používat deodorant a zda je tělesný pach odporný.
Komerčně vyráběné deodoranty mohou být zaměřeny i na jiné části těla než podpaží, například genitálie, zvláště ženské. Takové produkty občas bývají terčem sexuálního kresleného humoru.
Román I na kovbojky občas padne smutek od Toma Robbinse obsahuje humorný fabulový příběh související se zálibou v přirozeném tělesném pachu, a prezentuje pohled na věc z obou stran.
V epizodě z Foster's Home For Imaginary Friends je hlavní postava, Bloo, vyobrazena jako maskot neúčinného deodorantu nazývaného "Deo".
"Óda na deodorant" byla první písní natočenou britskou skupinou Coldplay.